# Ramaria mutabilis
Ramaria mutabilis är en svampart som beskrevs av Schild & R.H. Petersen 1981. Ramaria mutabilis ingår i släktet Ramaria och familjen Gomphaceae.   Inga underarter finns listade i Catalogue of Life.